# The Kelly Family
The Kelly Family è un gruppo musicale pop rock/folk nato in Spagna alla fine degli anni Settanta e i cui componenti al culmine del loro successo comprendevano nove dei dodici fratelli, in gran parte nati in Spagna e negli Stati Uniti da un padre di origine irlandese ed una madre di origine austriaco-finlandesi, ma residenti successivamente in vari Paesi europei (prevalentemente in Spagna e Germania, ma anche nei Paesi Bassi, in Irlanda, Belgio e Francia).

## Storia

### Le origini
Daniel Jerome Kelly nasce nel 1930 negli Stati Uniti. Suo padre si chiamava John Kelly e la madre Caroline Kelly. Suo nonno era Sean O'Kelley, irlandese che nel 1850 è andato a cercare una migliore condizione di vita negli USA. Daniel, soprannominato dai fans Papa, aveva almeno otto fratelli.
Dan ha sposato la sua prima moglie, Joanne, nel 1957 a New York. Da lei ha avuto quattro figli. Nato nel 1961, Daniel Jerome Kelly Jr ("Danny") era il primo e non ha mai fatto parte della band per una disabilità mentale. Nel 1962 nasce Caroline, poi Kathy nel 1963 e Paul nel 1964.
Nel 1965, Papa Kelly, preoccupato per la libertà dei suoi bambini, si stanca della comunità americana e getta il suo televisore dalla finestra, come gesto simbolico. Lui e Caroline vanno in Europa, per trovare un posto dove vivere. Un fratello di Dan vive in Spagna e lui decide proprio quel paese per iniziare una nuova vita. Si trasferisce a Gamonal, seguito dalla moglie e dagli altri figli. Lì Dan inizia a fare una società sull'antiquariato, lavorando tra Spagna e Stati Uniti.
Molto presto Dan ha bisogno d'aiuto ed allora Barbara-Ann Suokko ed una sua amica, Linda, si trasferiscono dai Kelly. La scintilla tra Barbara e Dan nasce subito e nel 1967 nasce John, primo degli otto figli. Nel 1969, anno in cui nasce Maria Patricia, il matrimonio tra Joanne e Dan finisce. Joanne torna negli USA e apparentemente non ci saranno contatti tra lei e Kathy fino al 2001.
Barbara-Ann e Daniel si sposano ironicamente a New York, nel 1970. Oltre a John e Patricia nacquero in ordine: Victor James (Jimmy), Joseph (Joey), Barbara-Ann (Barby), Michael Patrick (Paddy), Maite ed Angelo. Nessuno dei dodici bambini è mai andato a scuola: si sono avvalsi dell'homeschooling. Tutti parlano almeno quattro lingue ed alcuni ne conoscono otto. Escludendo Danny, i tre più grandi hanno imparato il ballo e la musica e molto spesso erano loro, insieme ai genitori, ad insegnare ai più piccoli.
La band si forma per caso; i bambini più grandi (Caroline, Kathy, Paul e John) hanno dato un concerto spontaneo in strada, attirando molta gente. Uno degli spettatori è girato con un cappello, che gli altri riempirono di monete. Questo signore diede il ricavato ai piccoli Kelly, che hanno guadagnato i soldi con la musica per la prima volta. Papa Kelly ha definito quella la "Indipendenza dei Kelly". Inizialmente la band si chiamava The Kelly Kids. Dapprima si esibivano in strada per feste locali o manifestazioni; nel 1975, grazie al loro successo, si esibirono per la TV spagnola. Dopo la loro comparsa in televisione si unirono a loro anche i fratelli più piccoli, che suonavano vari strumenti. Nel 1976 andarono in tour in Italia, Paesi Bassi e Germania, per la prima volta con il loro famoso Double-Decker Bus, il loro autobus a due piani, a cui hanno anche dedicato una canzone nel 1979. In Irlanda nel 1977 e nel 1978 seguì un altro tour, nel quale i loro genitori si unirono agli spettacoli.

### Il successo
Nel 1977 pubblicarono la prima musicassetta The Kelly Family Tours Europe e nello stesso anno ottennero un contratto discografico in Germania con la Polydor. Il primo singolo risale al 1978 e si intitola Danny Boy, una cover della classica ballata popolare irlandese. Nel 1979 uscì il loro primo successo, Who'll come with Me (David's Song), cantata da un dodicenne John. Purtroppo però, sulla cresta dell'onda a Barbara-Ann viene diagnosticato un tumore al seno, proprio mentre era incinta di Angelo. Sotto le sue volontà, i Kelly si trasferiscono in Spagna. Fecero il primo dei tanti album auto-prodotti, intitolato Wonderful World!. L'album contiene una versione piena di energia della famosa Amazing Grace, la canzone preferita della cara mamma. Sotto richiesta di Barbara-Ann, la band registra un video di Natale, in cui si può vedere la madre dimagrita vistosamente. La madre dei ragazzi muore di tumore al seno nel 1982, un duro colpo per i bambini e Dan stesso. Le sue ultime, famose parole erano "Continuate a cantare" (Keep on singing). Il dolore per Daniel è così grande, che decide di smettere improvvisamente di bere, per dedicarsi ai figli. Subito dopo la morte di Barbara, Danny, il figlio autistico, va a vivere negli Stati Uniti con uno zio. In quell'anno anche Caroline decide di staccarsi dalla famiglia e va anche lei negli Stati Uniti. Diventerà una infermiera.
La famiglia decide di andare dove non sono conosciuti, in Francia. Decidono di dare concerti spontanei nella metropolitana, solo per racimolarsi da mangiare. Lì vengono però notati da un produttore molto noto in Francia, Eddie Barclay, che decide di offrirgli un contratto. I Kelly allora, solo nell'84, decidono di pubblicare un LP, Une Famille c'est Une Chanson, che ha inspiegabilmente successo. Con ancora il successo alle porte, Daniel decide di fare una tournée negli USA di parecchi mesi, ma senza Paul, che decide di lasciare il gruppo e di diventare cuoco a Parigi. Farà tre album da solista e continuerà a fare l'artista di strada fino agli inizi del 2000, quando tornerà nella band.
Tornati in Europa, la famiglia decide di trasferirsi in Germania. La band rimane nell'ombra, fino a che nel 1988 non pubblicano un album, Live, che ha successo in Germania Est. Nel 1989 la band va in diretta nella televisione tedesca orientale, dove decidono di cantare ancora una volta Amazing Grace, in una versione struggente ed emozionante dove molti possono essere visti piangere, specialmente Paddy. In quell'anno la band fa il loro primo vero album dopo molto tempo, intitolato Keep on Singing....
Nel 1990, il gruppo viene messo a rischio dall'ictus che affligge Papa Kelly e lo paralizza per metà, ma i fratelli e sorelle si fanno forti e fanno il loro primo tour da soli. Papa Kelly rimarrà però molto attivo per tutti gli anni '90, anche se dietro le quinte. In quell'anno pubblicano il loro primo album senza il padre, New World. In quegli anni la fanbase dei Kelly cresceva costantemente ed il gruppo non poteva più essere fermato. A volte facevano pure tre concerti al giorno. Intanto, tra il 1991 ed il 1992, un loro cugino, Adam, fa parte della band. Nel 1994 il loro album Over the Hump vendette più di 4,5 milioni di copie solo in Germania, e 5,5 milioni di copie in tutta Europa. Nel 1995, per promuovere l'album, diedero un concerto di fronte ad un pubblico di 250.000 persone a Vienna. Nello stesso anno riempirono la Westfalenhallen di Dortmund nove volte di fila, una prodezza che nessun musicista aveva compiuto. In uno di questi show, Papa Kelly, decide di alzarsi e di andare per la prima volta dopo sei anni sullo stage con i figli, in un commovente finale, sia per i fans, che per i nove fratelli che per il padre, durante prima Take My Hand e poi, ancora una volta, Amazing Grace. Nel 1996 la band pubblica Almost Heaven, inciso a Capri, in Italia ed in quell'anno sono ospiti sia al Festival di Sanremo che allo Zecchino d'Oro. In quell'anno iniziarono anche un nuovo tour europeo, senza Patricia che era sulla sedia a rotelle per problemi al midollo osseo. Ebbero anche la rara opportunità di suonare a Pechino, in Cina, davanti a 20.000 persone.

### Lo scioglimento e il ritorno
Nel 1998 hanno acquistato un castello sul Reno, Schloss Gymnich, nei pressi di Colonia, in Germania. In quell'anno Jimmy e Angelo hanno invitato Adam a rifar parte della band e lui accetta. Farà solo una canzone, Mystic Knights e lascerà la band negli inizio dell'anno 2000. Dopo la morte del padre Dan nel 2002 a causa di un ictus, i componenti della band iniziarono ad intraprendere strade diverse per seguire altre passioni e per intraprendere una carriera da solisti. I primi ad andarsene nel 2001 erano Kathy e John. Nel 2002 lasciò la band anche Barby, perché la malattia di cui soffriva (schizofrenia) stava peggiorando. Nel 2004 lasciarono anche Paddy e Maite, per portare all'inevitabile scioglimento nel 2008. Tuttora i membri della Kelly Family si esibiscono insieme, come solisti o con i cantanti che hanno sposato.
Nel 2017, sei membri ufficiali (Angelo, Joey, Jimmy, Patricia, John e Kathy) hanno pubblicato un nuovo album dopo dodici anni, We Got Love, ufficializzando il ritorno della band. Nell'album c'è anche Barby, che però non farà mai parte di nessun concerto. Al contrario, Paul non c'è nell'album, ma è presente in molti concerti e nel videoclip del secondo singolo dell'album, Brothers and Sisters. La band nel 2017 ha ancora fatto sold out per due volte di fila al Westfalenhalle.

## Formazione

### Attuale
- Kathy Kelly (1974-2001; 2011-2012; 2016-presente)
- Paul Kelly (1974-1984; 2004-2008; 2016-presente)
- John Kelly (1974-2001; 2016-presente)
- Patricia Kelly (1975-2008; 2011-2012; 2016-presente)
- Jimmy Kelly (1977-2005; 2017-presente)
- Joey Kelly (1977-2008; 2011-2012; 2017-presente)
- Barby Kelly (1979-2002; 2017-2021[deceduta])
- Angelo Kelly (1982-2008; 2017-presente)

### Ex componenti
- Papa Kelly (1977-1990)
- Mama Kelly (1977-1982)
- Caroline Kelly (1974-1982)
- Paddy Kelly (1979-2004; 2011-2012)
- Maite Kelly (1981-2004)
- Adam Kelly (1991-1992; 1998-2000)

## Discografia parziale

### Album in studio
- 1977 – Kelly Family Tours Europe
- 1978 – Familia Kelly Canta la Navidad
- 1979 – The Kelly Family
- 1979 – Lieder der Welt/Songs of the World
- 1980 – Festliche Stunden Bei Der Kelly Family
- 1980 – Ein Vogel Kann Im Käfig Nicht Fliegen: Die Schönsten Deutschen Lieder
- 1980 – Kelly Family Loves Christmas And You
- 1981 – Christmas All Year
- 1981 – Wonderful World!
- 1984 – Une Famille c'est une Chanson
- 1988 – Live
- 1989 – Keep On Singing
- 1990 – New World
- 1991 – Honest Workers
- 1992 – Street Life
- 1993 – WOW
- 1994 – Over the Hump
- 1995 – Christmas For All
- 1996 – Almost Heaven
- 1997 – Growin' Up
- 1998 – Live, Live, Live
- 1998 – From Their Hearts
- 2002 – La Patata
- 2004 – Homerun
- 2005 – Hope
- 2017 – We Got Love

### Raccolte
- 1993 – The Very Best - Over 10 Years
- 1999 – The Bonus-Tracks Album
- 1999 – Best of the Kelly Family
- 1999 – Best of the Kelly Family 2
- 2011 – The Complete Story

### Singoli
- 1978 – Danny Boy
- 1979 – The Last Rose Of Summer
- 1979 – David's Song (Who'll Come With Me)
- 1979 – Eagle On The Breeze
- 1980 – Alle Kinder Brauchen Freunde
- 1980 – Ein Vogel Kann Im Käfig Nicht Fliegen
- 1980 – David's Song (Who'll Come With Me)
- 1984 – Amazing Grace
- 1984 – Old McDonald
- 1984 – Une Famille c'est une Chanson
- 1985 – Hiroshima, I'm Sorry
- 1986 – We Love the Pope
- 1987 – David's Song (Who'll Come With Me)
- 1989 – Sean O'Kelly
- 1992 – House On the Ocean
- 1993 – No Lies
- 1993 – Key to My Heart
- 1993 – When the Last Tree...
- 1994 – An Angel
- 1995 – Why Why Why
- 1995 – Roses of Red
- 1995 – First Time
- 1996 – I Can't Help Myself (I Love You, I Want You)
- 1996 – Every Baby
- 1996 – Gott Deine Kinder
- 1997 – Fell In Love With An Alien
- 1997 – Nanana
- 1997 – When The Boys Come Into Town
- 1997 – Because It's Love
- 1998 – One More Song
- 1998 – I Will Be Your Bride
- 1999 – Oh, It Hurts
- 1999 – The Children Of Kosovo
- 1999 – Saban's Mystic Knights Of Tir Na Nog
- 1999 – Mama
- 2000 – I Wanna Kiss You
- 2002 – I Wanna Be Loved
- 2002 – What's A Matter You People
- 2002 – Mrs. Speechless
- 2004 – Flip A Coin
- 2004 – Blood
- 2004 – Streets Of Love
- 2017 – Nanana
- 2017 – Brothers and Sisters

## Videografia

### VHS/DVD
- 1987 – A Long Time Ago with Mom (registrato nel 1981)
- 1988 – Live
- 1992 – Streetlife
- 1993 – Christmas All Year (regiatrato nel 1982)
- 1994 – Tough Road Vol. 1
- 1994 – Tough Road Vol. 2
- 1995 – Live at Loreley
- 1995 – Searching for the Magic Golden Harp (registrato nel 1981)
- 1996 – Tough Road Vol. 3 - Backstage
- 1996 – Over the Hump
- 1996 – Live in East Germany (registrato nel 1989)
- 1996 – Cross Roads
- 1997 – Almost Heaven
- 1997 – European Stadium Tour
- 1998 – Grownin' Up - The Concert in East Europe Vol. 1
- 1998 – Grownin' Up - The Concert in East Europe Vol. 1
- 1998 – Making the Videos Vol. 1
- 1999 – Making the Videos Vol. 2
- 1999 – Best of the Kelly Family Vol. 1
- 2000 – Best of the Kelly Family Vol. 2
- 2002 – La Patata - The Making of
- 2003 – Cover the Road
- 2005 – Homerun
- 2011 – The Complete Story